# Steuerberatervergütungsverordnung
Die Steuerberatervergütungsverordnung (StBVV) regelt die Vergütung der Steuerberater in Deutschland. Sie trat am 1. April 1982 in Kraft. Mit der Änderung vom 11. Dezember 2012 wurde die Verordnung von Steuerberatergebührenverordnung (StBGebV) in Steuerberatervergütungsverordnung (StBVV) umbenannt. Am 29. Juni 2020 wurde mit der 5. Verordnung zur Änderung steuerlicher Verordnungen zum Bundesgesetzblatt eine Aktualisierung verkündet.
Steuerberater dürfen ihre Leistungen aufgrund dieser Regelungen abrechnen. Dies gilt gemäß § 1 Abs. 1, Satz 2 StBVV „für die Höhe der Vergütung nur, soweit nichts anderes vereinbart wird.“, d. h. der Gesetzgeber lässt grundsätzlich andere Vereinbarungen (z. B. Zeithonorar) zu.

## Abrechnung der typischen Steuerberatungsleistungen

### Beratung § 21 StBVV
Die Beratungsgebühr ist in § 21 StBVV geregelt.
Der Rat ist eine Empfehlung und enthält Kriterien, die für die Beurteilung der Angelegenheit von Einfluss und Bedeutung sind. Im Gegensatz dazu ist eine Auskunft weniger als ein Rat, sie enthält gerade keine Verhaltensempfehlung. Die Beratung kann den Charakter einer ersten „Einstiegsberatung“ aufweisen und ist häufig ein Einstieg für eine spätere Tätigkeit. Dies ist gerade bei neuen Mandaten der Fall.
Die Beratung reagiert also auf die Frage: Was soll ich in einer bestimmten Situation tun?
Die Auskunft ist die Beantwortung einer allgemeinen Frage, wie z. B.: Wie werden GWG abgeschrieben? Wie ist der Abschreibungssatz für Immobilien? Wie ist ein Einspruch gegen einen erhaltenen Steuerbescheid einzulegen?

#### Beratung Steuergestaltungsberatung und Steuerrechtsdurchsetzung
Insbesondere im Bereich der Steuergestaltungsberatung sowie der Steuerrechtsdurchsetzung (Betriebsprüfungen, Einspruchs- und Klagerfahren vor den Finanzgerichten) ist die Vergütung auf Grundlage eines vereinbarten Stundensatzes die Regel.

#### (Erst)beratung, Verbraucher
Für die Erstberatung eines Verbrauchers (§ 13 BGB) erhält der Steuerberater bis zu € 190 (zzgl. USt und evtl. Auslagenpausch).
Der Begriff des „Verbrauchers“ ist in § 13 BGB definiert. Verbraucher ist danach jede natürliche Person, die ein Rechtsgeschäft zu einem Zweck abschließt, der weder ihrer gewerblichen noch ihrer selbständigen beruflichen Tätigkeit zugerechnet werden kann.

#### Gegenstandswert – Gebührensatz * Anrechnung
Gegenstandswert der Beratung ist nach überwiegender Auffassung der Bruttowert und nicht die steuerliche Auswirkung.
Der Gebührensatz der Beratung beträgt 1/10 – 10/10 nach der Tabelle A.
Nach § 21 Abs. 1, S. 3 StBVV wird die Gebühr auf eine Gebühr angerechnet, die der Steuerberater für eine sonstige Tätigkeit erhält, die mit der Raterteilung oder Auskunft zusammenfällt.
Möglich ist auch, eine „höhere Vergütung“ nach § 4 StBVV oder eine Pauschalhonorarvereinbarung nach § 14 StBVV zu treffen.

#### Steuerstrafrechtliche/bußgeldrechtliche Beratung
Seit Inkrafttreten der Neufassung der StBVV enthält § 21 StBVV keine Regelung über die steuerstrafrechtliche/bußgeldrechtliche Beratung. Streitig ist daher, nach welchen Vorschriften abzurechnen ist. Jedenfalls verweist § 45 StBVV auf die Honorierung des Strafverfahrens im RVG. Danach gelten die Teile 4 und 5 des Vergütungsverzeichnisses des RVG. Der Abschluss einer Honorarvereinbarung nach § 4 StBVV ist zu empfehlen.

#### Abrechnung der Beratung nach §21 Abs. 1 S. 1 StBVV
Wenn die Beratung nach dem Gegenstandswert abgerechnet wird, dann ist § 9 StBVV zu beachten. Aufzuführen sind u. a.
- Bezeichnungen der Gebühr: ||Beratungsgebühr
- angewandte Vorschriften: ||z. B. § 21 Abs. 1 S. 1 StBVV
- Gegenstandswert
- Betrag der Gebühr (der Nettobetrag)
- Bezeichnungen der Auslagen
- Vorschüsse

Die Angabe des Gegenstandes der Beratung wird von § 9 StBVV nicht gefordert, sollte jedoch zur Bestimmbarkeit der Leistung erfolgen.
Bei der gemischten steuerlichen und betriebswirtschaftlichen Beratung, die in praxi häufig anzutreffen ist, ist eine Honorarvereinbarung sinnvoll. Hier erfolgen zwei getrennte Honorarvereinbarungen. Einmal für die steuerrechtliche Beratung nach § 4 StBVV und einmal für die betriebswirtschaftliche Beratung nach BGB.

#### Steuerberatung durch den Rechtsanwalt
Der Rechtsanwalt, der Steuerberatung leisten darf, rechnet seine Beratungstätigkeiten nicht nach der Steuerberatergebührenverordnung ab, sondern nach dem RVG, und zwar nach § 34 RVG.
Nach § 35 RVG erhält der Rechtsanwalt für die Hilfeleistung bei der Erfüllung allgemeiner Steuerpflichten und bei der Erfüllung steuerlicher Buchführungs* und Aufzeichnungspflichten die Gebühren nach §§ 23–39 der StBVV i. V. m. §§ 10, 13 StBVV.

### Steuererklärungen, § 24 StBVV
Für die einzelnen Erklärungen zu den verschiedenen Steuerarten existieren in § 24 StBGebV jeweils gesonderte Vorschriften. Es wird darauf verwiesen.
Der Gegenstandswert richtet sich durchweg nach dem Bruttoprinzip. Für fast alle Erklärungen ist ein Mindestgegenstandswert angegeben. Die Ausübung von Wahlrechten oder Anträgen in Steuererklärungen lösen keine besonderen Gebühren aus; sie sind jedoch bei der Wahl des Rahmensatzes zu berücksichtigen.
Im Folgenden werden nur einzelne Beispiele kurz aufgeführt.

#### Einkommensteuererklärung, § 24 Abs. 1 Nr. 1StBVV
Die Gebühr entsteht für die Anfertigung der Einkommensteuer-Erklärung ohne Ermittlung der einzelnen Einkünfte, sog. Mantelbogen. Die Ermittlung der Sonderausgaben, außergewöhnlichen Belastungen, Prüfung der Steuerpflicht etc. gehört dazu.
Gegenstandswert in § 24 Abs. 1 Nr. 1 StBVV ist grds. die Summe der positiven Einkünfte.
Werden Ehegatten zusammenveranlagt, 26b EStG, so werden die Einkünfte, die die Ehegatten erzielt haben, zusammengerechnet und den Ehegatten gemeinsam zugerechnet.
Bei einer getrennten Veranlagung von Ehegatten (§ 26a EStG) werden zwei getrennte Erklärungen bearbeitet und abgegeben. Werden beide Erklärungen von demselben Steuerberater angefertigt, so erhält er zwei Gebühren nach § 24 Abs. 1 Nr. 1 StBVV.
Der Gebührenrahmen beträgt 1/10 bis 6/10 der Tabelle A.

#### Erklärung zur ges. Feststellung der Einkünfte § 24 Abs. 1 Nr. 2 StBVV
Wenn an einem Gegenstand der Einkunftserzielung mehrere Personen beteiligt sind und die Einkünfte diesen Personen zuzurechnen sind, so ist dies beim Gebührensatz zu berücksichtigen (mehrere Auftraggeber liegen nicht vor!). Hier spielt die Einkunftsart keine Rolle. Es geht um die Beteiligung mehrerer Personen, für die keine Zusammenveranlagung möglich ist.

#### Gewerbesteuererklärung § 24 Abs. 1 Nr. 5 StBVV
Gegenstandswert ist der Gewerbeertrag vor Berücksichtigung des Freibetrages und eines Gewerbeverlustes. Der Freibetrag mindert also den Gegenstandswert nicht. Genauso berühren Hinzurechnungen und Kürzungen den Gegenstandswert nicht.

### Sonstige Einzeltätigkeiten § 23 StBVV
Dem Inhalt nach handelt es sich fast ausschließlich bei den sonstigen Einzeltätigkeiten des § 23 StBVV um solche, die einen Antrag des Steuerberaters voraussetzen. Die hier aufgeführten Anträge betreffen ganz überwiegend das Besteuerungsverfahren nach der AO, auf die bei den Erläuterungen der einzelnen Gebührentatbestände in nachfolgend im Einzelnen Bezug genommen wird.
Wenn dem Antrag Vorarbeiten vorausgehen, wird sich dies in der Wahl des Rahmensatzes, der zwischen 2/10 und 10/10 einer vollen Gebühr nach Tabelle A liegt, ausdrücken. Eine besondere Regelung für die Abrechnung von Vorarbeiten erhält diese Vorschrift nicht.
Einen Gegenstandswert schreibt § 23 StBVV im Einzelnen nicht vor, sodass nach dem Grundsatz des § 10 Abs. 1 Satz 3 StBVV im Einzelfall der „Wert des Interesses“ ermittelt werden muss.

#### Berichtigung von Erklärungen § 23 S. 1 Nr. 1 StBVV
Mit Abgabe der Steuererklärung ist der Gebührentatbestand von § 24 StBVV erfüllt. Wird die Erklärung nach der Abgabe berichtigt, so wird dies nach § 23 Nr. 1 StBVV berechnet. Der Rahmensatz für die Berichtigung einer Erklärung nach § 153 AO beträgt 2/10 bis 10/10.
Zu den übrigen Einzeltätigkeiten vgl. die einzelnen Ziffern des § 23 StBVV.

#### Sonstige Anträge (Satz 1 Nr. 10) StBVV
Hervorzuheben ist die Vorschrift des § 23 S, 1 Nr. 10 StBVV. Diese Regelung dient als „Auffangtatbestand“ für alle jene Anträge, die in der StBVV nicht besonders aufgeführt sind.

### Ermittlung des Überschusses der Einnahmen über die Werbungskosten §27 StBVV
Hier ist die Gebühr geregelt für die Überschussermittlung bei Einkünften aus
- nichtselbständiger Arbeit
- Kapitalvermögen
- V+V
- sonstige Einkünfte

#### Nicht selbständiger Arbeit
Wenn ein Mandant zwei oder mehrere Dienstverhältnisse hat, ist nur eine Überschussrechnung zu erstellen und abzurechnen.
Wenn jedoch bei der Zusammenveranlagung jeder Ehegatte eigene Einkünfte aus nichtselbständiger Arbeit hat, wird für jeden Ehegatten ein „Überschuss“ ermittelt und abgerechnet.
Keine Gebühr nach § 27 StBVV fällt an, wenn der Arbeitnehmer z. B. nur steuerfreie Einkünfte bezieht.

#### Kapitalvermögen
Bei Einkünften aus Kapitalvermögen ist die Übernahme von Beteiligungseinkünften in eine Steuererklärung nicht nach § 27 StBVV abzurechnen. Dies darf nur im Rahmen des § 24 StBVV erfolgen.

#### Vermietung und Verpachtung
Bei mehreren Grundstücken und getrennter Ermittlung erhält der Steuerberater für die jeweilige Überschussrechnung eine Gebühr.

#### Sonstige Einkünfte
Bei den Leibrenten ist Gegenstandswert nach dem Bruttoprinzip der tatsächliche Betrag der zugeflossenen Leistungen. Der Ertragsanteil des § 22 EStG ist lediglich eine Berechnungsgröße für die Ermittlung des steuerpflichtigen Teils der Einnahmen, stellt aber nicht selbst die Einnahme dar.

#### Vorarbeiten
Die Berechnung einer zusätzlichen Vergütung für über das übliche Maß hinausgehende Vorarbeiten ist seit der Gesetzesänderung vorgesehen § 25 Abs. 2 StBVV.

### Einrichtung einer Buchführung, § 32 StBVV
Nach dieser Vorschrift wird die Tätigkeit des Beraters bei der Hilfeleistung zur Einrichtung einer Finanz- und Lohnbuchführung des Mandanten honoriert. In den allermeisten Fällen wird es sich um die erstmalige Einrichtung handeln, sodass diese Vorschrift besonders bei Firmenneugründungen bedeutsam wird.
Die Einrichtung einer Anlagenbuchführung oder einer Lagerbuchführung ist auch nach § 32 StBVV abzurechnen.
Die Tätigkeit wird nach der Zeitgebühr, § 13 StBVV abgerechnet.

### Finanzbuchführung, § 33, StBVV
Unter die Finanzbuchführung fallen folgende Tätigkeiten:
- Abs. 1: komplette Finanzbuchführung
- Abs. 2: Kontierung
- Abs. 3: Finanzbuchführung nach vom Mandanten kontierten Belegen
- Abs. 4: Finanzbuchführung nach vom Mandanten erstellten Datenträgern
- Abs. 5: laufende Überwachung der Finanzbuchführung

Der Begriff der Finanzbuchführung umfasst die Arbeiten – außer der Einrichtung der Buchführung – bis zur Umsatzsteuer-Voranmeldung. Die Klärung von Belegen gehört zur eigentlichen Tätigkeit der Buchführung. Der Umfang der Tätigkeit ist im Zehntelsatz zu berücksichtigen. Nicht dazu gehört das Sortieren von Belegen; dies ist nach der Zeitgebühr abzurechnen.
Die laufende Buchführung wird in praxi monatlich bezahlt. Die monatlichen Zahlungen stellen Vorschüsse i. S. d. § 8 StBVV dar. Über Vorschüsse ist gem. § 9 StBVV nach Ablauf des Kalenderjahres eine Abrechnung zu erstellen.
Gegenstandswert ist der Jahresumsatz oder ggfls. der höhere Jahresaufwand.
Maßgebend für den Rahmensatz beim Buchführungshonorar sind u. a. die Zahl der Konten, insbesondere Kontokorrentkonten, die Anzahl der Buchungen, die Wiederholungs* und Einzelbuchungen, der Umfang und der Schwierigkeitsgrad der Kontierung, der Zustand der Aufzeichnungen und Belege der Grundaufzeichnungen und Bearbeitung der Unterlagen nach normalem Büroschluss oder an Samstagen, Sonn- und Feiertagen wegen verspäteter Einreichung durch den Mandanten.

### Lohnbuchführung, § 34 StBVV
| Tätigkeit | Gebühr |
| --- | --- |
| Erstmalige Einrichtung von Lohnkonten und Aufnahme der Stammdaten                                                                                             | 5,00 bis 16,00 € je Arbeitnehmer                                                                          |
| Führung von Lohnkonten und Anfertigung der Lohnabrechnung | 5,00 bis 25,00 € je Arbeitnehmer und Abrechnungszeitraum                                                  |
| Führung von Lohnkonten und Anfertigung der Lohnabrechnung nach vom Auftraggeber erstellten Buchungsunterlagen                                                 | 1 bis 9 € je Arbeitnehmer und Abrechnungszeitraum                                                         |
| Führung von Lohnkonten und Anfertigung der Lohnabrechnung nach vom Auftraggeber erstellten Datenträgern oder anderen Eingabemitteln für die Datenverarbeitung | 1,00 bis 4,00 € je Arbeitnehmer und Abrechnungszeitraum zuzüglich der Vergütung für die Datenverarbeitung |
| Hilfeleistung bei sonstigen Tätigkeiten im Zusammenhang mit dem Lohnsteuerabzug und der Lohnbuchführung                                                       | Zeitgebühr                                                                                                |

Abrechnungszeitraum ist in der Regel der Monat.

### Jahresabschluss § 35 ff. StBVV
Vor Beginn der eigentlichen Jahresabschlussarbeiten kann er die sog. Vorarbeiten nach der Zeitgebühr gemäß § 35 Abs. 3 StBVV in Rechnung stellen. Dies setzt allerdings voraus, dass er nicht mit der Buchführung betraut war.
Die Abrechnung der Jahresabschlussarbeiten richtet sich nach dem Gegenstandswert und dem anzuwendenden Zehntelsatz. Der Gegenstandswert besteht aus dem Mittel der berichtigten Bilanzsumme und der betrieblichen Jahresleistung bzw. dem Jahresaufwand. Die Einzelheiten sind dem § 35 Abs. 2 StBVV zu entnehmen. Der Gebührensatz liegt zwischen 10/10 und 40/10 der Tabelle B.
Inventurunterlagen sind vom Mandanten bereitzustellen. Die Berichtigung von Inventurunterlagen kann auch nach § 35 Abs. 3 StBVV mit der Zeitgebühr in Rechnung gestellt werden.

### Einnahmen-Überschuss-Rechner, § 25 StBVV
Die Gebühr beträgt hier 5/10 – 20/10 einer vollen Gebühr nach Tab. B. Die Gebühr entsteht für jede getrennt durchgeführte Ermittlung, auch bei mehreren Ermittlungen derselben Einkunftsart (z. B. mehrere selbständige Betriebe). Sollten mehrere Einnahmen-Überschussrechnungen erstellt werden, so ist der Mandant über deren Erforderlichkeit zu beraten. Wenn also mehrere Ermittlungen für einen Betrieb erstellt werden, entsteht auch nur eine Gebühr.
Wenn der StB mangels entsprechender Aufzeichnungen den Gewinn schätzen muss, gilt § 25 StBVV analog.
Vorarbeiten, die über das übliche Maß erheblich hinausgehen, werden nach der Zeitgebühr abgerechnet, § 25 Abs. 2 StBVV.

### Besprechungen, § 31 StBVV
Die Besprechungsgebühr nach § 31 StBVV entsteht für:
- Besprechungen
- mit Behörden oder Dritten
- in abgabenrechtlichen Sachen

Das setzt voraus, dass der Steuerberater
- an einer Besprechung mitwirkt
- über tatsächliche oder rechtliche Fragen
- die von der Behörde angeordnet ist oder im Einverständnis mit dem Auftraggeber mit der Behörde oder einem Dritten geführt wird.

Für eine solche Besprechung erhält der Steuerberater 5/10 – 10/10 einer vollen Gebühr nach Tab. A. Nur wenn keine genügenden Anhaltspunkte für die Schätzung des Gegenstandswertes vorliegen, kann auf die Zeitgebühr nach § 13 Nr. 2 StBVV zurückgegriffen werden.
Die Besprechungsgebühr entsteht nicht für Mandatsgespräche.
Die Vorschrift gilt nicht für die Beantwortung einer (fern-)mündlichen Nachfrage der Behörde.

### Sonstige Vertretungen

#### Teilnahme an Prüfungen, § 29 StBVV
Die Vorschrift geregelt hauptsächlich die Teilnahme an einer Außenprüfung und gewährt die Abrechnung nach der Zeitgebühr. Umfasst wird auch die Vorbereitungstätigkeit zur Prüfungsteilnahme. Dazu zählt auch die Aufklärung des Mandanten über seine Rechte und Pflichten oder sein zweckmäßiges Verhalten während der Prüfung sowie die Beschaffung notwendiger Unterlagen und auch evtl. An- und Rückfragen.

#### Selbstanzeige, § 30 StBVV
Diese Vorschrift gilt für die Steuerhinterziehung (§ 370 AO) und für die leichtfertige Steuerverkürzung (§ 378 AO).
Die Berichtigung von Erklärungen nach § 153 AO wird nicht nach § 30 StBVV abgerechnet, sondern nach § 23 Nr. 1 StBVV.
Bedingt die Selbstanzeige die Anfertigung einer Buchführung, eines Jahresabschlusses, einer Überschussrechnung oder einer Steuererklärung für ein oder mehrere Jahre, so erhält der Steuerberater zusätzlich die hierfür vorgesehenen Gebühren.
Gegenstandswert ist die Summe der berichtigten, ergänzten und nachgeholten Angaben, getrennt nach Steuerart und Kalenderjahr.

### Rechtsbehelfsverfahren – Einspruch, § 40 StBVV
Die Vorschrift des § 40 StBVV gilt für das außergerichtliche Rechtsbehelfsverfahren, also für das Einspruchsverfahren oder den Widerspruch (z. B. gegen Gewerbesteuerbescheide). Gegenstandswert ist regelmäßig die streitige Steuer.

#### Geschäftsgebühr, § 40 Abs. 1
Die Geschäftsgebühr ist für die Vertretung in Rechtsbehelfsverfahren vor Verwaltungsbehörden ist in § 40 Abs. 1 StBVV geregelt. Danach erhält der Steuerberater eine Geschäftsgebühr von 5/10 – 25/10 einer vollen Gebühr nach Tab. E. Es gilt der sog. Schwellenwert in Höhe von 13/10 einer vollen Gebühr nach Tab. E. Mehr kann gefordert werden, wenn die Tätigkeit umfangreich oder schwierig ist.

#### Vorangegangene Bescheidprüfung, § 40 Abs. 2, § 28 StBVV
Die Geschäftsgebühr ermäßigt sich auf 3/10 – 20/10, wenn dem Steuerberater zuvor Gebühren nach § 28 StBVV zustehen.

#### Ermäßigung wegen vorheriger Anfertigung einer Steuererklärung im Zusammenhang mit dem Rechtsbehelfsverfahren, § 40 Abs. 3, 24 StBVV
Eine weitere Ermäßigung ist in § 40 Abs. 3 zu finden. Was auf den ersten Blick vielleicht übersehen werden kann, ist die Formulierung „im Zusammenhang mit dem Rechtsbehelfsverfahren“. Die Ermäßigung der Geschäftsgebühr im Einspruchsverfahren auf 1/10 – 7,5/10 greifen nur ein, wenn der Steuerberater z. B. die Steuererklärung im Rahmen des Rechtsbehelfsverfahrens anfertigt, wie z. B. Einspruch wegen Nichtabgabe einer Steuererklärung und Erstellung der Steuererklärung. Die Ermäßigungsvorschrift greift nicht ein, wenn der Steuerberater die Steuererklärung bereits im Veranlagungsverfahren angefertigt hat.

#### Vorherige Antragstellung, § 40 Abs. 4, 23 StBVV
Wenn der Berater in dem Rechtsbehelf zugrunde liegenden Verwaltungsverfahren schon einen Antrag nach § 23 StBVV gestellt hat (z. B. Stundung, Berichtigung, Anpassung von Vorauszahlungen etc.), gibt es keine Ermäßigung, sondern eine Begrenzung der Gebühr.
Nach § 40 Abs. 4 darf
- die Geschäftsgebühr nach § 40 Abs. 1 plus
- der Gebühr nach § 23 StBVV (Tab. A)

die Summe von 25/10 nach Tab. E nicht übersteigen.

#### Begrenzung bei vorangegangener Besprechung, § 40 Abs. 6, 31 StBVV
In § 40 Abs. 6 ist eine weitere Begrenzung zu finden.
Die Vorschrift setzt voraus, dass im selben Verwaltungsverfahren
- zunächst eine Besprechung nach § 31 StBVV stattfand und
- danach ein Rechtsbehelfsverfahren eingeleitet wurde

In diesem Falle wird die
- Besprechungsgebühr nach § 31 StBVV (5/10 – 10/10 Tab A)
- und eine Geschäftsgebühr nach § 40 Abs. 1 (Tab E) addiert.

Im Ergebnis darf die Summe der beiden Gebühren 25/10 einer vollen Gebühr (Tab. E) nicht übersteigen.

#### Aussetzung der Vollziehung, § 40 Abs. 7 StBVV
In § 40 Abs. 7 StBVV ist geregelt, dass das Verwaltungsverfahren auf
- Aussetzung der Vollziehung oder
- Beseitigung der aufschiebenden oder hemmenden Wirkung

mit dem Verfahren nach Abs. 1 eine Angelegenheit bildet.
Ein AdV-Verfahren kann also nicht zusätzlich im Rahmen des behördlichen Rechtsbehelfsverfahrens abgerechnet werden.

#### Erledigung, § 40 Abs. 8 StBVV
§ 40 Abs. 8 StBVV enthält diese Gebühr, wenn er an der Erledigung des Verfahrens mitwirkt. Der Gebührensatz beträgt 10/10.

## Finanzgerichtliche Vertretung

### Finanzgericht
Die § 45 StBVV verweist auf die Vergütung nach dem RVG für Verfahren vor den Gerichten der Finanzgerichtsbarkeit. Die Grundzüge werden im Folgenden erläutert.
Das RVG enthält als Anlage 1 das sog. Vergütungsverzeichnis. Hierbei handelt es sich um eine tabellarische Übersicht über die Gebührensätze oder Beträge in den verschiedenen Bereichen.
Der Gegenstandswert richtet sich regelmäßig nach der Höhe der streitigen Steuern.

#### Finanzgericht
Hier fallen gewöhnlich eine Verfahrens- und eine Terminsgebühr an.
Verfahrensgebühr
Die Verfahrensgebühr VV-Nr. 3200 beträgt 1,6. Erledigt sich der Auftrag z. B. vor Klageeinreichung, so beträgt die reduzierte Verfahrensgebühr 1,1 (VV-Nr. 3201).
Terminsgebühr, VV-Nr. 3202
Weiterhin entsteht eine Terminsgebühr für die Wahrnehmung eines gerichtlichen Termins in Höhe von 1,2 (VV-Nr. 3202). Auch bei der Wahrnehmung von mehreren finanzgerichtlichen Terminen entsteht die Gebühr insgesamt nur einmal.
Erledigungsgebühr, VV-Nr. 1003, 1002
Kommt es bei Gericht zu einer Erledigung, so entsteht eine Erledigungsgebühr nach VV-Nr. 1003, 1002 mit einem Gebührensatz von 1,0.

### Bundesfinanzhof
Beim BFH gibt es die Möglichkeit der
| Gebühr                   | VV-Nr.     | Faktor |
| ------------------------ | ---------- | ------ |
| Verfahrensgebühr         | 3206       | 1,6    |
| vorzeitigen Beendigung 1 | 3207       | 1,1    |
| Terminsgebühr            | 3210       | 1,5    |
| Erledigungsgebühr        | 1003, 1002 | 1,0    |

## Gebührarten

### Zeitgebühr, § 13 StBVV
Die Zeitgebühr ist eine eigenständige Gebühr, wenn die StBGebV auf sie verweist. Ansonsten kommt sie als „Auffangvorschrift“ bei Nichtvorliegen genügender Anhaltspunkte für eine Schätzung des Gegenwertes oder in sinngemäßer Anwendung vor. Der Gebührenrahmen liegt zwischen € 30 und € 75 pro angefangene halbe Stunde.
Eine Zeitgebühr kann auch im Rahmen einer Honorarvereinbarung nach § 4 StBVV festgelegt werden.

### Wertgebühr mit Gebührensatz
Die Wertgebühren beziehen sich auf die Tab. A – E. Für die Wertgebühren ist ein Gegenstandswert maßgebend. Er ergibt sich meistens aus dem Gesetz selbst, wie z. B. Steuererklärungen in § 24 StBVV. Ist der Gegenstandswert nicht bestimmt, so ist auf den Wert des Interesses abzustellen. Ggf. ist zu schätzen. Wenn in gerichtlichen Verfahren eine Schätzung nicht möglich ist, so beträgt der Gegenstandswert EUR 5.000 nach § 52 Abs. 2 GKG. Der Streitwert darf jedoch in Finanzgerichtsverfahren nicht unter EUR 1.000 liegen, § 52 Abs. 3 GKG.

### Betragsrahmengebühr
Betragsrahmengebühren finden sich z. B. bei der Lohnbuchführung und bei der steuerstrafrechtlichen Beratung nach dem RVG.

### Gebührenrahmen § 11 StBVV
Danach kommt es auf
- Umfang
- Schwierigkeit der beruflichen Tätigkeit
- Bedeutung der Angelegenheit
- Einkommens- und Vermögensverhältnisse des Auftraggebers
- Haftungsrisiko

nach billigem Ermessen an.
Der „Umfang“ enthält die zeitliche Komponente.
Die „Schwierigkeit“ zielt auf besondere Kenntnisse in speziellen Bereichen des Steuerrechts ab (Außensteuerrecht, Konzernsteuerrecht, komplexe innergemeinschaftliche Leistungen, allgemein: komplexe Sachverhalte mit komplexen steuerrechtlichen Folgen etc.).
Die „Bedeutung der Angelegenheit“ bezieht sich auf die Stellung und das Ansehen des Mandanten sowie Auswirkungen auf andere Fälle.
Die „Einkommens- und Vermögensverhältnisse“ des Mandanten können positiv oder negativ zu berücksichtigen sein, außer dies wurde bereits bei der Bemessung des Gegenstandswertes berücksichtigt.
Ein hohes Haftungsrisiko führt zu einer entsprechend höheren Gebühr.

## Pauschalvergütung, § 14 StBVV

### Inhalt einer Vereinbarung für eine Pauschalvergütung
- Vereinbarung
- für denselben Auftraggeber
- für laufend auszuführende Tätigkeiten
- Bestimmung der Höhe des Honorars
- Laufzeit

### Form
Die Vereinbarung ist schriftlich zutreffen. Schriftform bedeutet, dass der Vertrag von beiden Seiten unterschrieben sein muss und die Erklärung in einer Urkunde enthalten sein muss, § 126 BGB. Auch die Änderung unterliegt dem Schriftformgebot.

### Laufend auszuführende Tätigkeiten
Unter die laufend auszuführenden Tätigkeiten fallen u. a. die mindestens jährlich wiederkehrenden Steuererklärungen und -anmeldungen, die Erledigung der laufenden Buchführung, der jährliche Jahresabschluss oder die Überschussrechnung nach § 4 Abs. 3 EStG. Es ist zu empfehlen, dass die einzelnen Tätigkeiten in der Pauschalvereinbarung aufgelistet werden. Die Auflistung sollte genau sein.

### Angemessenheit
Die Pauschalhonorarvereinbarung muss angemessen sein, § 14 Abs. 3 StBVV. Möglich sind auch jeweils Einzelpauschalen für jeweiligen Tätigkeiten unter Angabe des jeweiligen EUR-Betrages.

## Honorarvereinbarung, § 4 StBVV

### Bestandteile einer Honorarvereinbarung
§ 4 StBVV regelt die Vereinbarung einer höheren Vergütung und nicht die Vereinbarung einer niedrigeren Vergütung, die jedoch bis zur Grenze der Angemessenheit möglich ist.
Übersicht
Formell Materiell: schriftliche Erklärung des Auftraggebers, Definition der einbezogenen Angelegenheiten
- nicht in Vollmacht
- Art und Umfang des Auftrages
- deutliches Absetzen von anderen Vereinbarungen
- die gewählten Gebühren
- Unterschrift des Auftraggebers
- die Höhe der Gebühren
  - die Höhe des Auslagenersatzes
  - die Umsatzsteuer

### Betroffene Gebührenarten
Die höhere Vergütung ist bei allen drei Gebührenarten möglich, also bei der
- Wertgebühr
- Zeitgebühr
- Betragsrahmengebühr

### Form
Die Schriftlichkeit erfordert nur die schriftliche Erklärung des Mandanten, d. h. die Unterschrift durch den Mandanten und nicht die Unterzeichnung durch den StB.
Weiterhin ist von Bedeutung, dass bei Erklärung durch den Mandanten (Ausnahmefall) diese Erklärung nicht in der Vollmacht enthalten sein darf und von anderen Vereinbarungen deutlich abgesetzt sein.

## Vorschuss, § 8 StBVV
Der Steuerberater hat nach § 8 StBVV ein Recht auf Vorschuss. Er ist jedoch nicht verpflichtet, einen Vorschuss zu verlangen. Er muss unverzüglich nach Erledigung des Auftrages oder Beendigung der Angelegenheit abrechnen, wenn er Vorschüsse erhalten hat. Ohne Zahlung eines Vorschusses ist der StB nicht verpflichtet, tätig zu werden. Der Vorschuss kann jederzeit angefordert werden und ist mit seiner Anforderung fällig.

## Formal richtige Abrechnung, 9 StBVV
Die Berechnung muss schriftlich, § 126 BGB erfolgen. Sie muss nicht auf einem gesonderten Rechnungsblatt erteilt werden. Sie kann auch in einem Anschreiben enthalten sein. Die Vorschrift erfordert weiter, dass der Steuerberater seine Abrechnung selbst unterzeichnet und dem Auftraggeber mitteilt.
In der Rechnung müssen die Gebührentatbestände kurz bezeichnet werden. Die angewandten Gebührenvorschriften müssen genau nach Absätzen, Sätzen und Nummern zitiert werden. Wird eine Honorarvereinbarung abgerechnet, sollte § 4 StBVV zitiert werden. Bei jeder einzelnen Gebühr wird der einzelne Gebührenbetrag gesondert ausgewiesen. Werden Satz- oder Betragsrahmengebühren abgerechnet, genügt es, wenn der Endbetrag angegeben ist.

## Zurückbehaltungsrecht, § 273 BGB, § 66 Abs. 4 StBerG
Zur Durchsetzung seiner Forderungen steht dem Steuerberater ein Zurückbehaltungsrecht an Unterlagen des Mandanten zu.
Dies bezieht sich nach § 66 Abs. 4 StBerG auf die Handakten, also alle Originalschriftstücke, die der Steuerberater aus Anlass seiner beruflichen Tätigkeit von dem Auftraggeber oder für ihn erhalten hat.
Davon zu unterschieden sind die vom Steuerberater selbst geschaffenen Arbeitsergebnisse. Daran besteht ein Zurückbehaltungsrecht nach § 273 BGB.